# Keetia inaequilatera
Keetia inaequilatera är en måreväxtart som först beskrevs av John Hutchinson och John McEwan Dalziel, och fick sitt nu gällande namn av Diane Mary Bridson. Keetia inaequilatera ingår i släktet Keetia och familjen måreväxter.
Artens utbredningsområde är Nigeria. Inga underarter finns listade i Catalogue of Life.